# 32462 Janmitchener
32462 Janmitchener este o planetă minoră (asteroid), cu un diametru de 7,594 km, din centura de asteroizi. A fost descoperită pe 24 septembrie 2000 la Experimental Test Site⁠(d) de Lincoln Near-Earth Asteroid Research. 
Obiectul prezintă o orbită caracterizată de o semiaxă mare de 3,1671932 UAi, o excentricitate de 0,15, o înclinație de 0,90167 ° în raport cu ecliptica.